# Seznam dílů seriálu Řím
Toto je seznam dílů seriálu Řím.

## Přehled řad
| Řada | Díly | Premiéra v USA | Premiéra v USA     | Premiéra v ČR    | Premiéra v ČR  |
| Řada | Díly | První díl      | Poslední díl       | První díl        | Poslední díl   |
| ---- | ---- | -------------- | ------------------ | ---------------- | -------------- |
| 1    | 12   | 28. srpna 2005 | 20. listopadu 2005 | 8. února 2008    | 29. dubna 2008 |
| 2    | 10   | 14. ledna 2007 | 25. března 2007    | 2. prosince 2009 | 5. února 2010  |

## Seznam dílů

### První řada (2005)
| Č. v seriálu | Č. v řadě | Původní název                             | Český název                            | Režie          | Scénář                     | Premiéra v USA     | Premiéra v ČR   |
| ------------ | --------- | ----------------------------------------- | -------------------------------------- | -------------- | -------------------------- | ------------------ | --------------- |
| 1            | 1         | The Stolen Eagle                          | Ukradený orel                          | Michael Apted  | Bruno Heller               | 28. srpna 2005     | 8. února 2008   |
| 2            | 2         | How Titus Pullo Brought Down the Republic | Jak Titus Pullo způsobil pád Republiky | Michael Apted  | Bruno Heller               | 4. září 2005       | 15. února 2008  |
| 3            | 3         | An Owl in a Thornbush                     | Sova v trní                            | Michael Apted  | Bruno Heller               | 11. září 2005      | 22. února 2008  |
| 4            | 4         | Stealing from Saturn                      | Krádež ze Saturnova chrámu             | Julian Farino  | Bruno Heller               | 18. září 2005      | 29. února 2008  |
| 5            | 5         | The Ram has Touched the Wall              | Beranidlo dopadlo na zeď               | Allen Coulter  | Bruno Heller               | 25. září 2005      | 7. března 2008  |
| 6            | 6         | Egeria                                    | Egeria                                 | Alan Poul      | John Milius a Bruno Heller | 2. října 2005      | 14. března 2008 |
| 7            | 7         | Pharsalus                                 | Bitva u Farsala                        | Tim Van Patten | David Frankel              | 9. října 2005      | 21. března 2008 |
| 8            | 8         | Caesarion                                 | Caesarion                              | Steve Shill    | William J. MacDonald       | 16. října 2005     | 28. března 2008 |
| 9            | 9         | Utica                                     | Utica                                  | Jeremy Podeswa | Alexandra Cunningham       | 30. října 2005     | 4. dubna 2008   |
| 10           | 10        | Triumph                                   | Slavnost                               | Alan Taylor    | Adrian Hodges              | 6. listopadu 2005  | 11. dubna 2008  |
| 11           | 11        | The Spoils                                | Kořist                                 | Mikael Salomon | Bruno Heller               | 13. listopadu 2005 | 18. dubna 2008  |
| 12           | 12        | Kalends of February                       | Únorové kalendy                        | Alan Taylor    | Bruno Heller               | 20. listopadu 2005 | 25. dubna 2008  |

### Druhá řada (2007)
| Č. v seriálu | Č. v řadě | Původní název                                                  | Český název                           | Režie          | Scénář             | Premiéra v USA  | Premiéra v ČR     |
| ------------ | --------- | -------------------------------------------------------------- | ------------------------------------- | -------------- | ------------------ | --------------- | ----------------- |
| 13           | 1         | Passover                                                       | Předání moci                          | Tim Van Patten | Bruno Heller       | 14. ledna 2007  | 2. prosince 2009  |
| 14           | 2         | Son of Hades                                                   | Syn Hádův                             | Allen Coulter  | Bruno Heller       | 21. ledna 2007  | 9. prosince 2009  |
| 15           | 3         | These Being the Words of Marcus Tullius Cicero                 | Slova Marca Tullia Cicerona           | Alan Poul      | Scott Buck         | 28. ledna 2007  | 16. prosince 2009 |
| 16           | 4         | Testudo et Lepus (The Tortoise and the Hare)                   | Želva a zajíc                         | Adam Davidson  | Todd Ellis Kessler | 4. února 2007   | 23. prosince 2009 |
| 17           | 5         | Heroes of the Republic                                         | Hrdinové Republiky                    | Alik Sakharov  | Mere Smith         | 11. února 2007  | 30. prosince 2009 |
| 18           | 6         | Philippi                                                       | Bitva u Philippi                      | Roger Young    | Eoghan Mahony      | 18. února 2007  | 6. ledna 2010     |
| 19           | 7         | Death Mask                                                     | Posmrtná maska                        | John Maybury   | Scott Buck         | 4. března 2007  | 13. ledna 2010    |
| 20           | 8         | A Necessary Fiction                                            | Nezbytný výmysl                       | Carl Franklin  | Todd Ellis Kessler | 11. března 2007 | 20. ledna 2010    |
| 21           | 9         | Deus Impeditio Esuritori Nullus (No God Can Stop a Hungry Man) | Žádný bůh nezastaví hladového člověka | Steve Shill    | Mere Smith         | 18. března 2007 | 27. ledna 2010    |
| 22           | 10        | De Patre Vostro (About Your Father)                            | Pokud jde o tvého otce...             | John Maybury   | Bruno Heller       | 25. března 2007 | 3. února 2010     |